# Nueva Frontera
Nueva Frontera est une municipalité du Honduras, située dans le département de Santa Bárbara. La municipalité comprend 25 villages et 10 hameaux. Elle est fondée en 1997.

## Source de la traduction
- (en) Cet article est partiellement ou en totalité issu de l’article de Wikipédia en anglais intitulé « Nueva Frontera » (voir la liste des auteurs).